# La crociera del folle
La crociera del folle (The Ship from Shanghai) è un film del 1930 diretto da Charles Brabin. La sceneggiatura di John Howard Lawson si basa su Ordeal, romanzo di Dale Collins pubblicato a New York nel 1924. Prodotto dalla Metro-Goldwyn-Mayer, il film aveva come interpreti Conrad Nagel, Kay Johnson, Carmel Myers, Holmes Herbert, Louis Wolheim.

## Trama
Nelle acque di Shanghai, la festa su una nave si trasforma in un incubo quando lo yacht e i ricchi ospiti vengono presi in ostaggio da un gruppo di ammutinati. Uno steward mezzo pazzo, controllando la riserva d'acqua, tiene in pugno la situazione.

## Produzione
Il film fu prodotto dalla Metro-Goldwyn-Mayer (MGM) (controlled by Loew's Inc.) e venne girato negli studi della MGM al 10202 di W. Washington Blvd. a Culver City con il titolo di lavorazione The Ordeal.
Nella scena del nightclub, un'orchestrina suona Singin' in the Rain, canzone che viene cantata in cinese dai membri della band.

## Distribuzione
Distribuito dalla Metro-Goldwyn-Mayer (MGM) (controlled by Loew's Inc.), il film uscì nelle sale cinematografiche statunitensi il 31 gennaio 1930 con il titolo originale The Ship from Shanghai. Distribuito internazionalmente, in Finlandia uscì il 6 ottobre 1930 e in Portogallo, con il titolo Uma Aventura no Mar, il 25 gennaio 1932.

In Italia, distribuito nel 1930, ottenne con riserva il visto di censura numero 26060, a condizione di Togliere ogni scena dialogata o comunque parlata in lingua straniera. (ottobre 1930).